# Група сусретања
Група сусретања је врста терапије, заснована на хуманистичкој психологији у малим групама под вођством терапеута, а циљ јој је да подстакне лични развој, свест о себи и самоостварење кроз спонтану и интензивну социјалну и емотивну комуникацију појединца са другим члановима групе.